# Santuario-basilica dell'Assunta
Il santuario-basilica dell'Assunta è un prestigioso edificio sacro del XVII secolo in stile barocco situato nel comune di Guardia Sanframondi. Nel settembre del 1989 papa Giovanni Paolo II l'ha elevato alla dignità di basilica minore.

## Storia
Chiesa parrocchiale ed arcipretale, di patronato del feudatario, che nella prima metà del XVII secolo venne completamente rifatta ed ampliata nelle sue dimensioni. Nel 1642 mons. Pietro Paolo de Rustici scrisse però che la navata destra non era stata completata a causa della frana del sottostante torrente ed ordinava all'Universitas, alle Confraternite ed ai proprietari degli altari di provvedere ai lavori.
Nel 1660 una piena seguita da un cedimento del terreno e delle fondamenta causò la rovina dell'edificio e la sua chiusura, fungendo da parrocchia la Chiesina di S. Eligio. Venne allora ricostruita ex novo con due porte site fra settentrione e ponente e con nella navata centrale due sepolture, una dei Romano ed un'altra del clero sulla cui lapide era scritto:

QUICUMQUE EX CLERO NATURAE IURIBUS AEQUIS SUCCUMBIT MORIENS, HIC BREVIS UMBRA TEGITUR. ANNO DOMINI 1666.

A seguito del terremoto del 5 giugno 1688 fu trovata dal vescovo Giovanni Battista de Bellis distrutta ed il suo servizio fu trasferito nella chiesa di San Rocco sino alla sua ricostruzione nelle forme attuali.

## Descrizione

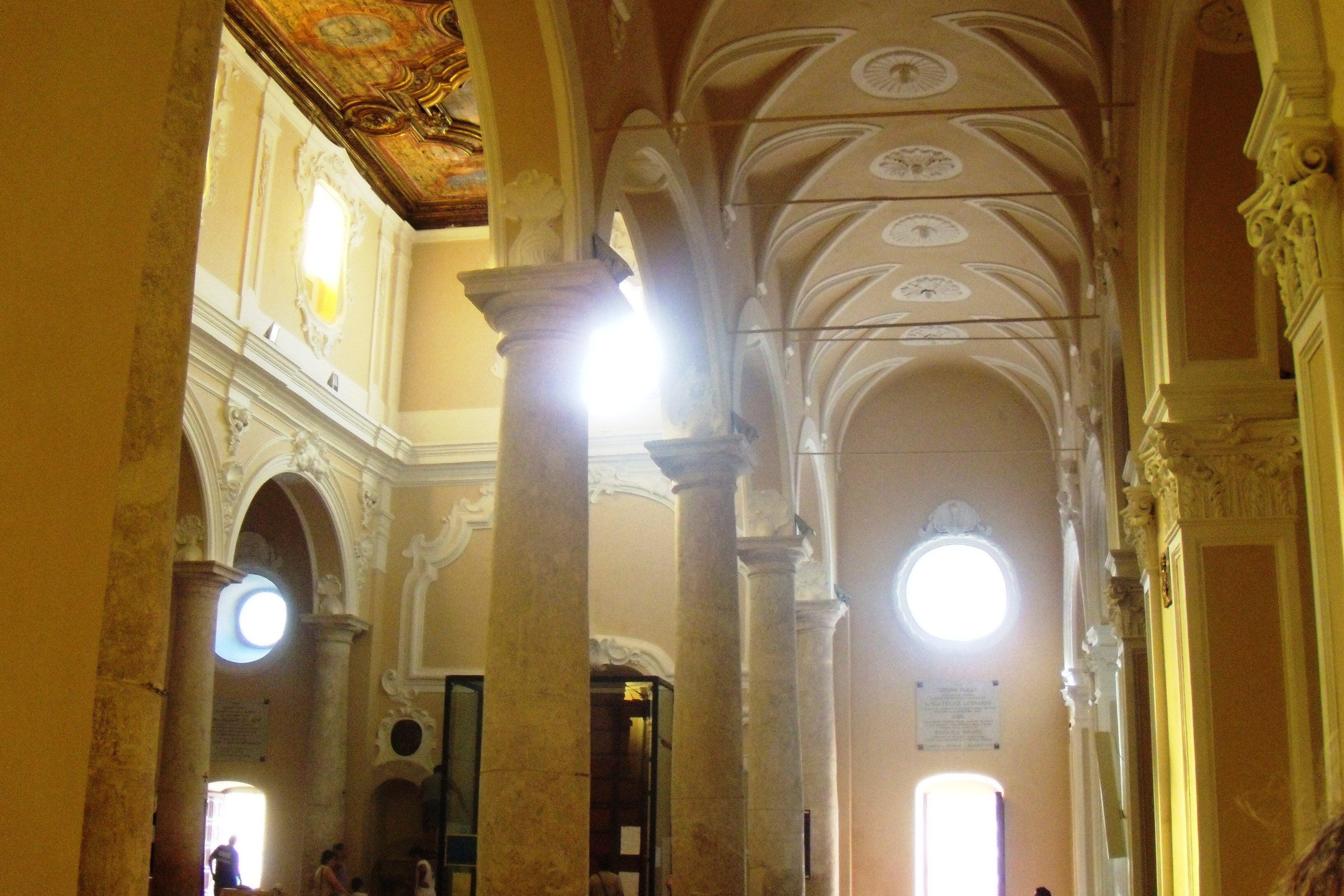
L'interno.

La Chiesa si presenta a croce latina con tre navate che oltre il transetto terminano in altrettante cappelle: la centrale dedicata all'Assunta, quella a sinistra al Ss.mo Sacramento e quella a destra a San Filippo Neri. La navata centrale, delimitata da quattro archi a pieno centro eretti su snelle colonne di pietre per ciascun lato, ha un pregevole soffitto ligneo barocco riccamente intagliato, decorato e dorato che si ripete nel soffitto del transetto. Le altre due navate, su cui si aprono diverse cappelle, sono ricoperte da volta a botte lunettata.
Sull'altare maggiore in marmi policromi è posta l'antica scultura della Madonna che nonostante i restauri avvenuti nel corso dei secoli conserva ancora il suo originario aspetto romanico con influssi bizantini. Tale statua è oggetto di profonda devozione da parte della popolazione locale.